# حسین خسروجردی
حسین خسروجردی متولد سال ۱۳۳۶ در تهران و فارغ‌التحصیل از دانشکده هنرهای زیبای دانشگاه تهران می‌باشد. وی از نمایشگاه صلح در شوروی موفق به اخذ دیپلم افتخار شد و بخاطر پوستر فیلم «دستفروش» از ششمین جشنواره فیلم فجر جایزه اول را دریافت کرد. حسین خسروجردی لوح زرین و دستخط سید روح‌الله خمینی را از مجتمع هنر و ادبیات هفته دفاع مقدس دریافت کرده‌است.
او در کنار حبیب‌الله صادقی، کاظم چلیپا، ناصر پلنگی، ایرج اسکندری و تنی چند به طیف نقاشان انقلاب مشهور که وابسته به حوزه هنری سازمان تبلیغات اسلامی بودند.
حسین خسروجردی طراح لوگو (نشان واره) روزنامهٔ همشهری می‌باشد. وی هم‌اکنون در لندن زندگی و کار می‌کند.

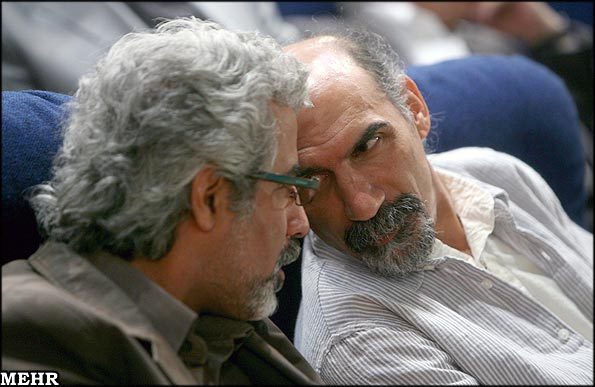
از راست: خسروجردی و احمدرضا درویش در نشست میرحسین موسوی با هنرمندان، انتخابات ۱۳۸۸

## فیلم‌شناسی

### طراح صحنه
1. دستفروش (اپیزود اول) (۱۳۶۵)

### مجری دکور
1. هنرپیشه (۱۳۷۱)

### دکور
1. مرگ دیگری (۱۳۶۱)

### با تشکر
1. کاغذ بی‌خط (۱۳۸۰)

### طراح پوستر
1. سلام سینما (۱۳۷۳)
2. تمام وسوسه‌های زمین (۱۳۶۸)
3. مهاجر (فیلم) (۱۳۶۸)
4. دستفروش (اپیزود دوم) (۱۳۶۵)
5. دستفروش (اپیزود سوم) (۱۳۶۵)